# Louisa von Thurn und Taxis
Louisa Mathilde Wilhelmina Maria Maximiliana von Thurn und Taxis (Dischingen, 1 juni 1859 - Sigmaringen, 20 juni 1948) was een Duitse edelvrouw uit het huis Thurn und Taxis en via haar huwelijk prinses van Hohenzollern-Sigmaringen.

## Levensloop
Louisa was de oudste dochter van erfprins Maximilian Anton Lamoral von Thurn und Taxis uit diens huwelijk met Helene in Beieren, dochter van hertog Maximiliaan Jozef in Beieren en zus van keizerin Elisabeth van Oostenrijk. Ze groeide op in het Slot van Taxis in Dischingen en werd met haar zus Elisabeth voornamelijk door gouvernantes opgevoed. Huisleraren onderwezen haar vreemde talen, wiskunde, geschiedenis en aardrijkskunde en daarenboven kreeg ze lessen muziek, dans en paardrijden. Louisa was acht jaar oud toen haar 35-jarige vader in 1867 stierf aan een longziekte.
Op 21 juni 1879, kort na haar twintigste verjaardag, huwde ze in Regensburg met prins Frederik van Hohenzollern-Sigmaringen (1843-1904), zoon van vorst Karel Anton van Hohenzollern-Sigmaringen. Haar bruidsschat werd betaald door de Beierse ambassade in Parijs. Het huwelijk bleef kinderloos, maar was wel gelukkig.
Vanaf 1894 woonde het echtpaar in het Paleis Hohenzollern in München. Nadat Frederik in 1904 was overleden, kreeg Louisa van het huis Hohenzollern-Sigmaringen de toelating om er te blijven wonen, maar in 1921 verkocht ze de villa aan Eugenio Pacelli, de latere paus Pius XII, die toen nog pauselijk nuntius in Duitsland was.
Ten tijde van Nazi-Duitsland was Louisa lid van de NS-Frauenschaft, de vrouwenafdeling van de NSDAP, en de sociale hulporganisatie NSV. Tijdens de denazificatie werd ze in 1948 als meeloopster vrijgesteld van verdere verzoeningsmaatregelen.
Louisa von Thurn und Tawis stierf in juni 1948 op 89-jarige leeftijd en werd bijgezet in de Kerk van Hedingen.